# Glaukerpeton avinoffi
Il glaukerpeton (Glaukerpeton avinoffi) è un anfibio estinto appartenente ai temnospondili. Visse nel Carbonifero superiore (Pennsylvaniano, circa 305 milioni di anni fa) e i suoi resti fossili sono stati ritrovati in Nordamerica (Pennsylvania e Virginia Occidentale).

## Descrizione
Questo animale è noto solo per due crani e parte di uno scheletro, sufficienti a permettere una ricostruzione sulla base del raffronto con animali simili e meglio conosciuti (ad esempio Eryops). Glaukerpeton doveva essere un grande anfibio lungo circa 1,5 metri, dal corpo massiccio e corto, con quattro arti relativamente robusti ma corti e un grande cranio piuttosto appiattito, dotato di occhi posti in posizione elevata. L'ampia bocca era armata di lunghi denti conici e appuntiti, ed erano inoltre presenti tre lunghe zanne sull'osso ectopterigoide (una caratteristica che non si riscontra in Eryops). Sul cranio, inoltre, sono visibili i solchi che, in vita, ospitavano il sistema della linea laterale.

## Classificazione
Glaukerpeton avinoffi è stato descritto per la prima volta da Alfred Sherwood Romer nel 1952, sulla base di un cranio parziale ritrovato nel Conemaugh Group nei pressi di Pittsburgh, in Pennsylvania. Studi successivi (Murphy, 1971), sulla base di un secondo esemplare ritrovato in West Virginia, suggerirono la sinonimia con il genere Eryops. Un ulteriore studio (Werneburg e Berman, 2012) ha invece ridescritto l'olotipo e l'esemplare attribuito, determinando che Glaukerpeton era affine a Eryops, ma non identico: un'analisi cladistica compiuta su 19 caratteri cranici e 2 postcranici ha infatti messo in luce alcune caratteristiche distintive, tra cui la presenza di grandi zanne sull'ectopterigoide, solchi per la linea laterale e ceratobranchiali ossificati in Glaukerpeton. Tutte caratteristiche mancanti in Eryops. La posizione filogenetica di Glaukerpeton è all'interno della famiglia degli eriopidi, più basale rispetto a un clade composto da Eryops e Onchiodon. Si suppone che gli eriopidi possano essersi originati prima del Pennsylvaniano superiore, ovvero prima della comparsa di Glaukerpeton.

## Paleobiologia
La presenza di canali della linea laterale, così come di ceratobranchiali ossificati e di una volta cranica sottilmente ossificata indicano che Glaukerpeton possa aver adottato uno stile di vita strettamente acquatico, nello stadio adulto. Eryops, per contro, era probabilmente un predatore soprattutto terrestre.